# Kreuzerhöhungskirche (Krakau)

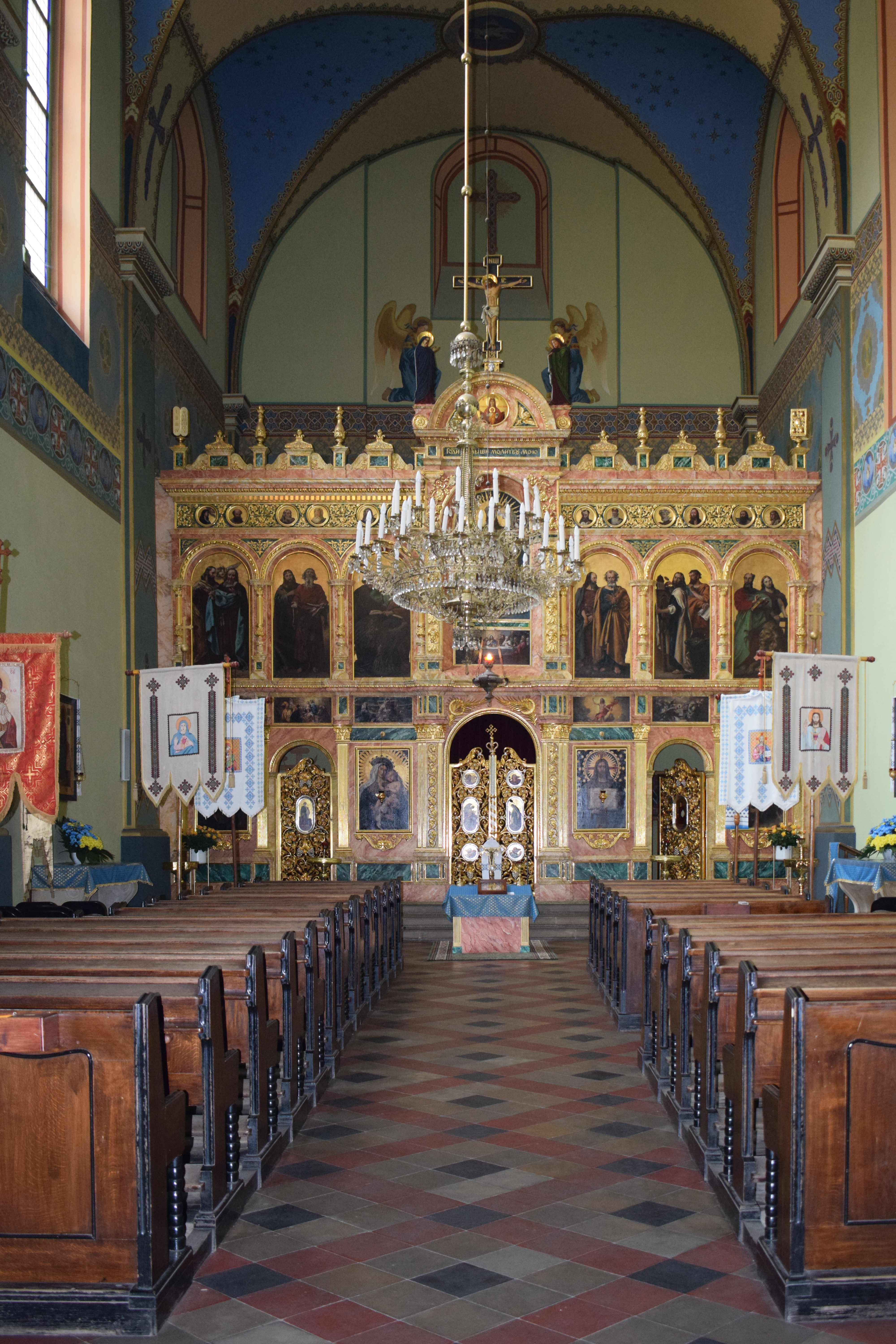
Innenraum

Die griechisch-katholische Kreuzerhöhungskirche (polnisch Cerkiew Podwyższenia Krzyża Świętego) in Krakau ist eine Kirche an der ul. Wiślna 11, im westlichen Teil der Krakauer Altstadt. Sie wurde als Norbertkirche (poln. Kościół św. Norberta) für die Norbertanerinnen erbaut.

## Geschichte
Die Kirche wurde mit dem dazu gehörenden Norbertannerinnenkloster in den Jahren 1636 bis 1643 im Stil des Frühbarocks erbaut und dem Heiligen Norbert geweiht. Die Kirche und das Kloster wurde 1808 von der  griechisch-katholischen Gemeinde als Kreuzerhöhungskirche übernommen und im Inneren umgebaut. Im Jahre 1940 hat in der Kirche Stepan Bandera geheiratet.